# HIVEP1
HIVEP1‏ (Zinc finger protein 40) هوَ بروتين يُشَفر بواسطة جين HIVEP1 في الإنسان.